# The Notting Hillbillies
The Notting Hillbillies sono stati un gruppo roots rock/alternative country britannico, fondato nel 1987 da Mark Knopfler, Steve Phillips, Brendan Croker e Guy Fletcher.
Hanno all'attivo un solo album, ma sono stati protagonisti di centinaia di concerti nei più prestigiosi locali londinesi e non solo per tutti gli anni novanta. Nel 1999 in particolare hanno movimentato parecchie serate allo storico Ronnie Scott's Club, tempio della musica jazz. Nel luglio 2002 si sono nuovamente riuniti per i concerti di beneficenza noti come Mark Knopfler and Friends.
Il nome della band ha origine da un calembour: Notting Hill è il quartiere londinese in cui Croker, Knopfler e Phillips erano soliti incontrarsi, mentre «hillbilly» è un vocabolo dell'inglese americano che indica una persona semplice e per nulla sofisticata; inoltre, la locuzione «hillbilly music» viene usata per designare un particolare filone di musica alternative country.

## Stile musicale
In termini generali, l'approccio espressivo del gruppo può essere accostato agli stilemi del roots rock e del country rock, con particolare riferimento al filone dell'alternative country noto come «hillbilly music». Negli undici brani della loro unica uscita discografica, Mark Knopfler e compagni hanno concentrato la propria attenzione su diverse varietà stilistiche della musica folclorica americana, fra cui si annoverano il blues di matrice tradizionale, il gospel, il bluegrass, il country folk e il country blues; nell'eterogeneo repertorio proposto dal vivo, non mancano inoltre incursioni nel rock and roll, nel boogie rock, nel jazz e nel blues rock.

## Formazione

### The Notting Hillbillies
- Mark Knopfler - voce e chitarra
- Steve Phillips - voce e chitarra
- Guy Fletcher - voce e tastiere
- Brendan Croker - voce e chitarra

### Altri musicisti
- Paul Franklin - chitarra pedal steel
- Marcus Cliffe - basso
- Ed Bicknell - batteria

## Discografia
- 1990 Missing...Presumed Having a Good Time

### Annotazioni
1. ↑  Nel dettaglio, la parola deriva etimologicamente dalla fusione dei due termini «hill», «collina», e «billy», diminutivo di «billy-goat», cioè «capra di montagna» (v. De Simone, p. 266); si tratta di un appellativo dispregiativo, usato nella prima metà del XX secolo per indicare una persona rozza, in genere proveniente dalla arretrata regione dei Monti Appalachi meridionali dove è diffusa la specie d'animale in questione.

### Fonti
1. 1 2 3 4 5   Ezio Guaitamacchi, Recensione: Missing...Presumed Having a Good Time, in Hi, Folks!, maggio 1990.
2. 1 2 3 4 5  (EN) «Rock Steady» After Midnight Special – The Notting Hillbillies, Channel 4, 18 maggio 1990.
3. 1 2 3 4 5  (EN) The Late Show, BBC Two, 28 marzo 1990.